# Joya de Maravillas
Joya de Maravillas är en ort i Mexiko.   Den ligger i kommunen Tula och delstaten Tamaulipas, i den centrala delen av landet, 400 km norr om huvudstaden Mexico City. Joya de Maravillas ligger 1 533 meter över havet och antalet invånare är 220.
Terrängen runt Joya de Maravillas är lite bergig. Runt Joya de Maravillas är det glesbefolkat, med 10 invånare per kvadratkilometer. Närmaste större samhälle är Santa Ana de Nahola, 15,0 km öster om Joya de Maravillas. Omgivningarna runt Joya de Maravillas är i huvudsak ett öppet busklandskap.